# Chìa khóa điều khiển từ xa

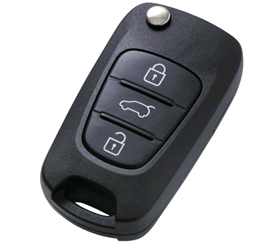
Chìa khóa ô tô điều khiển từ xa

Chìa khóa điều khiển từ xa (hay còn gọi là chìa khóa thông minh) là một loại chìa khóa điện tử sử dụng chức năng mở từ phía xa. Loại chìa khóa này thường là các chìa khóa xe hơi, xe đạp điện, v.v. Chìa khóa điều khiển từ xa được cho là vượt trội so với chìa khóa thông thường vì độ an toàn và chống trộm cao hơn. Nó lần đầu tiên được phát triển bởi Siemens vào năm 1995 và được giới thiệu bởi Mercedes-Benz dưới tên "Key-less Go" vào năm 1998 trên W220 S-Class sau bằng sáng chế thiết kế của Daimler-Benz vào ngày 17 tháng 5, năm 1997.

## Cách hoạt động
Chìa khóa điều khiển từ xa cho phép người lái bỏ túi khi mở khóa, khóa và bắt đầu lái xe. Điều quan trọng là xác định thông qua một trong nhiều anten ở thân xe của chiếc xe và một máy phát xung vô tuyến điện trong chìa khóa. Tùy thuộc vào hệ thống này, chiếc xe sẽ tự động mở khóa khi nhấn nút hoặc cảm biến trên tay nắm cửa. Phương tiện đi lại với một hệ thống khóa thông minh trang bị có một bản sao lưu cơ học, thường ở dạng một lưỡi chìa khóa dự phòng cung cấp với chiếc xe.

## Danh mục các nhà sản xuất khóa
Các nhà sản xuất chìa khóa điều khiển từ xa. 
- Acura
- BMW
- Honda
- Hyundai
- Isuzu
- Mazda
- Suzuki
- Volvo

## Pin chìa khóa
Các loại chìa khóa điều khiển từ xa khác nhau thì có nhiều loại pin khác nhau. Pin chìa khóa có thể sẽ lâu hết hoặc mau hết tùy vào mức độ sử dụng ít hay nhiều

## Lưu ý
Trong một số trường hợp, chìa khóa điều khiển từ xa có thể không hoạt động khi bị che khuất bởi vật bằng kim loại, xe đậu gần tháp truyền hình, trạm radio, nguồn phát điện, sân bay hoặc các thiết bị phát sóng điện từ mạnh khác. Thậm chí, khi được đặt gần các chìa khóa điều khiển từ xa khác hoặc khi chìa khóa điện khác có khả năng phát sóng radio được sử dụng cùng lúc.